# Gmina Putnam (hrabstwo Fayette)

Położenie Gminy Putnam w hrabstwie Fayette

Gmina Putnam (ang. Putnam Township) – gmina w USA, w stanie Iowa, w hrabstwie Fayette. Według danych z 2000 roku gmina miała 351 mieszkańców, a jej powierzchnia wynosi 94,69 km².